# Кровоизлияние в сетчатку
Кровоизлияние в сетчатку глаза — расстройство глаза, при котором происходит кровотечение в ткань сетчатки на задней стенке глаза. Оно может быть вызвано гипертонией , окклюзией вены сетчатки (закупоркой вены сетчатки), или сахарным диабетом (который забивает небольшие хрупкие кровеносные сосуды, делая их легко повреждаемыми). Кровоизлияния в сетчатку может также произойти из-за тряски, особенно у младенцев (синдром детского сотрясения) или от тяжёлых ударов в голову.
Кровоизлияния в сетчатку, которые происходят за пределами макулы могут остаться незамеченными в течение многих лет, и обнаруживаться только после офтальмоскопии глаза, фотографии глазного дна, или детального осмотра глазного дна. Тем не менее в некоторых случаях кровоизлияния в сетчатку могут вызывать значительное ухудшение зрения. Они могут возникать в связи с отслоением задней части стекловидного тела или отслоением сетчатки.

## Диагноз
Кровоизлияние в сетчатку глаза, как правило, диагностируется с помощью офтальмоскопа или камеры глазного дна при исследовании внутренней части глаза. Чтобы офтальмолог мог иметь более подробный вид кровеносных сосудов в сетчатке, в кровоток пациента заранее вводят флуоресцентный краситель.

## Лечение
Кровоизлияния в сетчатку, особенно умеренные, не связанные с хроническими заболеваниями, как правило, рассасываются без лечения.
Лазерная хирургия является вариантом лечения, которое использует лазерный луч для герметизации поврежденных кровеносных сосудов в сетчатке. Препараты антисосудистого эндотелиального фактора роста (VEGF), такие как бевацизумаб и ранибизумаб также показаны, чтобы восстановить кровообращение сосудов сетчатки у больных сахарным диабетом и пациентов с кровоизлияниями, связанными с ростом новых сосудов.